# Nemuno aušra
Die Nemuno aušra (deutsch: Morgenröte von Nemunas, kurz NA) ist eine politische Partei in Litauen. Sie wurde am 11. November 2023 vom Juristen und Seimas-Politiker Remigijus Žemaitaitis gegründet, nachdem er aus der Partei Laisvė ir teisingumas wegen antisemitischer Äußerungen ausgeschlossen worden war. Die Partei wurde am 16. Januar 2024 registriert, dabei hatte sie 2.296 Gründungsmitglieder. Inhaltlich wird NA als populistische bis rechtspopulistische Partei mit wirtschaftlich linker Ausrichtung eingeordnet.
Bei den Präsidentschaftswahlen am 12. Mai 2024 gewann Žemaitaitis mit 9,2 % den vierten Platz. Bei der Parlamentswahl im Oktober 2024 erzielte NA 15 % und zog mit 20 Abgeordneten erstmals in den Seimas ein. Entgegen anderslautender Ankündigungen seitens der politischen Konkurrenz vor der Wahl, wurde die Partei zu Koalitionsgesprächen eingeladen und bildet seit dem 21. November mit dem Wahlsieger LSDP und der ebenfalls neu gegründeten Partei DVSL eine Regierung.

## Parlamentswahl 2024
Im ersten Wahlgang der Parlamentswahl in Litauen 2024 wurden folgende 15 Politiker in der Liste der Partei in den 14. Seimas gewählt (mit Vorzugsstimmen):
- Remigijus Žemaitaitis, 86.115
- Agnė Širinskienė, 69.273
- Daiva Žebelienė, 27.883
- Vytautas Jucius, 25.339
- Robert Puchovič, 24.713
- Artūras Skardžius, 23.947
- Aidas Gedvilas, 17.432
- Lina Šukytė-Korsakė, 11.624
- Kęstutis Bilius, 9.887
- Saulius Bucevičius, 9.105
- Mantas Poškus, 6.409
- Martynas Gedvilas, 5.076
- Petras Dargis, 4.996
- Raimondas Šukys, 4.822
- Dainius Varnas, 4.692.

Im zweiten Wahlgang wurden auch Dainoras Bradauskas, Tomas Domarkas, Karolis Neimantas, Daiva Petkevičienė, Tadas Sadauskis ins Seimas gewählt.